# Solanelles
Solanelles es una entidad de población española del municipio de Els Prats de Rei, perteneciente a la provincia de Barcelona, en la comunidad autónoma de Cataluña.

## Toponimia
El nombre del lugar puede encontrarse mencionado con las variantes Solanellas y Solanelles.

## Historia
Hacia mediados del siglo XIX, la localidad era cabeza de un ayuntamiento del que también formaban parte las aldeas de Colominas, Gali, Malcaballers, Puigmoltó y Puigdemajer. Aparece descrita en el decimocuarto volumen del Diccionario geográfico-estadístico-histórico de España y sus posesiones de Ultramar de Pascual Madoz de la siguiente manera:

SOLANELLAS: ald., cab. de ayunt. que forma con las de Colominas, Gali, Malcaballers, Puigmoltó y Puigdemajer, en la prov., aud. terr., c. g. de Barcelona (13 1/2 leg.), part. jud. de Igualada (3 1/2): sit. en terreno desigual y montuoso, con buena ventilacion y clima templado y sano. Tiene varias casas, y una igl. parr. (San Gil) aneja de la de San Pedro y Sallavinera. El térm. confina con las mismas alde. que forman el ayunt. El terreno participa de monte y llano, es de mediana calidad; le cruzan varios caminos locales. prod.: trigo, legumbres y vino; crian algun ganado y caza menor. pobl. y riqueza (V. el cuadro sinóptico).
(Madoz, 1849, p. 425)

En 2024, la entidad singular de población de Solanelles, perteneciente entonces al municipio de Els Prats de Rei, tenía empadronados 4 habitantes, todos ellos en diseminado.

## Patrimonio
En el lugar hay una iglesia bajo la advocación de San Gil.